# Angélique (film)
Pour les articles homonymes, voir Angélique.
Pour plus de détails, voir Fiche technique et Distribution.
Angélique est un film d'aventures français réalisé par Ariel Zeitoun, sorti en 2013.
C'est une nouvelle adaptation du roman Angélique (1956) d'Anne et Serge Golon, après Angélique, marquise des anges (1964) de Bernard Borderie.
Le film devait avoir une suite, qu'Ariel Zeitoun avait déjà écrite, mais l'échec de sa sortie en France — un des films les moins rentables de 2013 — aboutit à l'abandon du projet.

## Synopsis
Une nouvelle version des aventures d'Angélique, marquise des anges.

## Fiche technique
- Titre original : Angélique[4]
- Réalisation : Ariel Zeitoun
- Scénario : Philippe Blasband[1], d'après l'œuvre éponyme d'Anne et Serge Golon (1956)
- Direction artistique : Fanny Stauff
- Décors : Patrick Durand[5]
- Costumes : Édith Vesperini[6]
- Photographie : Peter Zeitlinger
- Musique : Nathaniel Méchaly
- Son : Thomas Berliner[6]
- Montage : Philippe Bourgueil[6]
- Production : Ariel Zeitoun, Filip Hering, Gérald Podgornig et Olivier Rausin[6]
- Sociétés de production : Ajoz Films ; EuropaCorp, Climax Films (coproductions), SOFICA Cinémage 7 (en association avec)
- Société de distribution : EuropaCorp Distribution
- Budget : 15 000 000 d'euros[2]
- Pays d'origine :  France
- Langue originale : français
- Format : couleur
- Genre : aventures
- Durée : 113 minutes
- Date de sortie :
  - France : 12 novembre 2013[7] (Festival du film de Sarlat) ; 18 décembre 2013 (sortie nationale)

## Distribution
- Nora Arnezeder : Angélique de Sancé de Monteloup
- Tomer Sisley : Philippe de Plessis-Bellière
- Gérard Lanvin : le comte Joffrey de Peyrac
- Simon Abkarian : l'avocat François Desgrez
- Salomé Degeer : Angélique, jeune
- Noé de Pierpont : Philippe, jeune
- David Kross : Louis XIV
- Matthieu Boujenah : le marquis d'Andijos
- Miguel Herz-Kestranek : le marquis de Plessis-Bellière
- Julian Weigend : Nicolas Fouquet, surintendant des finances
- Rainer Frieb : le cardinal Jules Mazarin
- Florence Coste : Margot, la servante d'Angélique
- Michel Carliez : Chevalier de Germontaz
- Mathieu Kassovitz : Nicolas Merlot, alias « Calembredaine »
- Éric De Staercke : le Baron de Sancé de Monteloup, père d'Angélique
- John Dobrynine : Nicolas de La Reynie
- Jean-Louis Sbille : le prêtre confesseur
- Patrick Descamps : Pierre de Marca, archevêque de Toulouse
- Bruno Joris : Gaston
- Fabrice Rodriguez : le Prince Louis II de Bourbon-Condé
- Karine Valmer : Hortense de Sancé de Monteloup, la sœur aînée d'Angélique
- Jacky Druaux : le juge
- Séverin Bavarel : le moine
- Petr Klimes : le page du Louvre
- Václav Chalupa : un courtisan

## Production

### Développement
La rencontre entre la romancière Anne Golon, autrice de la série Angélique, et le réalisateur Ariel Zeitoun remonte à dix ans avant le tournage, ce dernier s'étant promis de realiser un remake du film inoubliable Angélique, marquise des anges de Bernard Borderie (1964) : « Mon attachement à ce personnage vient du fait que je voulais raconter une histoire d’amour déchirante. » Le film est produit par Ajoz Films, s'associant avec la société belge Climax Films.
Cette nouvelle adaptation cinématographique est loin du film original puisque, selon le réalisateur, elle est plus fidèle aux livres « beaucoup plus rock’n’roll, plus violente, plus politique et plus moderne ».

### Attribution des rôles

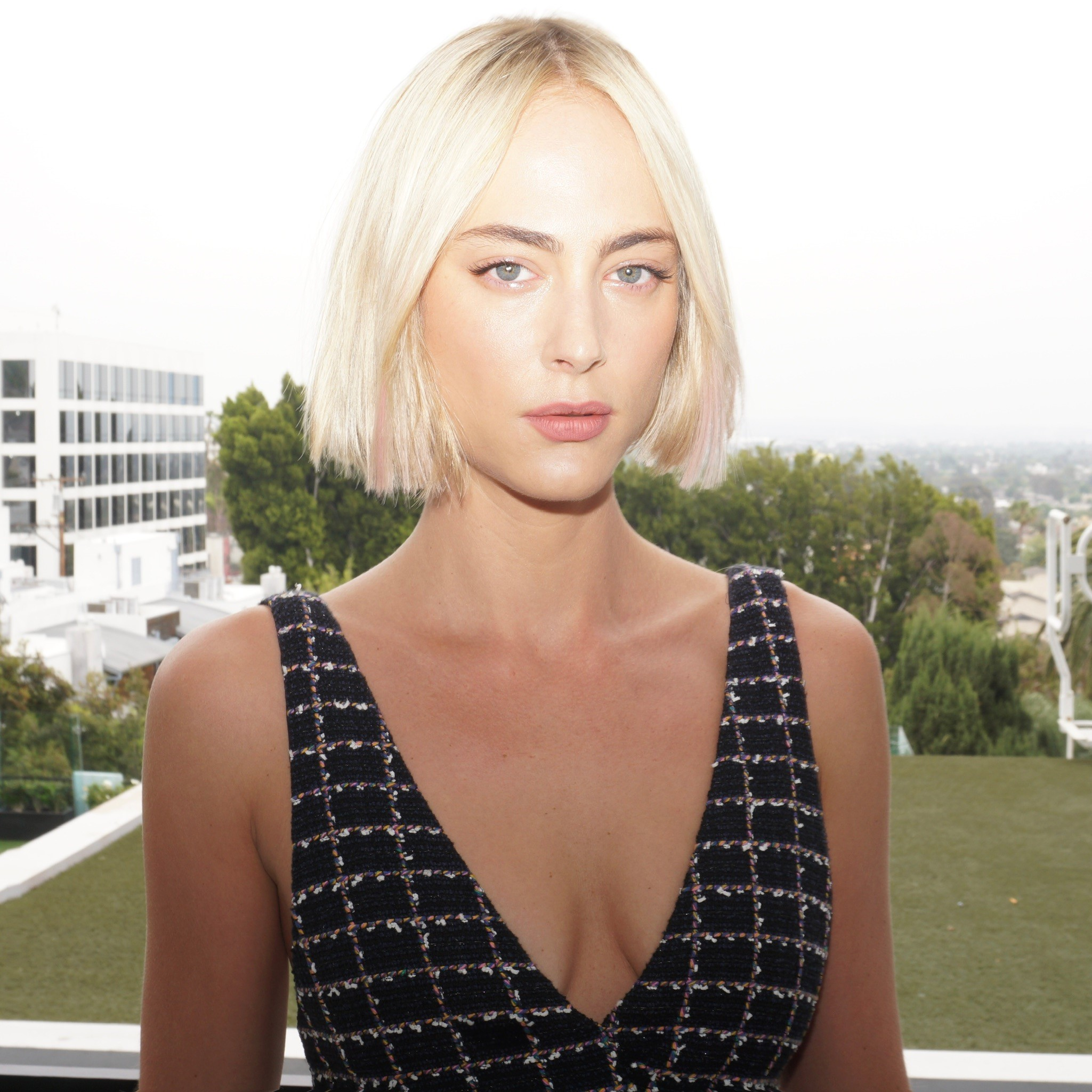
L'actrice principale Nora Arnezeder, en 2021.

Pour les personnages incarnés par Michèle Mercier et Robert Hossein en 1964, le réalisateur se décida pour Nora Arnezeder, selon la lettre d'Écran Total révélée en juillet 2012, et Gérard Lanvin qui avait immédiatement accepté à la lecture du scénario bien construit. Quant à l'avocat jadis incarné par Jean Rochefort, il est interprété par Simon Abkarian et le personnage de Plessis-Bellières, joué par Claude Giraud, est confié à Tomer Sisley.

### Tournage
La production débute le 17 septembre 2012 et dure jusqu'au 25 novembre 2012. Le tournage devait avoir lieu à la Cité du cinéma à Saint-Denis, il fut cependant tourné aux Studios Barrandov à Prague en Tchéquie ainsi qu'en Autriche sur une décision de Luc Besson due à un budget assez onéreux,. L'équipe du tournage s'est finalement trouvée en novembre 2012 dans la province de Hainaut pour utiliser les châteaux d’Attre et de Belœil comme décors intérieurs et à Versailles, pour les décors extérieurs.

## Accueil

### Sorties
Angélique sort le 18 décembre 2013, après avoir été présenté en avant-première, le 12 novembre 2013, au Festival du film de Sarlat.

### Box-office
| Pays ou région | Box-office      | Date d'arrêt du box-office | Nombre de semaines |
| -------------- | --------------- | -------------------------- | ------------------ |
| France         | 115 901 entrées | 15 janvier 2014            | 5                  |

La première semaine, le film attire 70 300 spectateurs.

## Distinctions

### Nominations
- Festival du film de Sarlat 2013 : Sélection officielle[7]
  - « Salamandre d'or », meilleur film
  - Prix du jury jeune
  - Prix des lycéens